# Phellopsis chinensis
Phellopsis chinensis es una especie de coleóptero de la familia Zopheridae.

## Distribución geográfica
Habita en Japón  y China.